# Oleh Bereziuk
Oleh Romanovytj Bereziuk (ukrainska: Олег Романович Березюк), född 8 oktober 1969 i Lvov, Ukrainska SSR, Sovjetunionen, är en ukrainsk politiker som var en av grundarna för partiet Självhjälp. Han är gruppledare för partiets 26 ledamöter i Ukrainas parlament. Han var tidigare vice borgmästare i Lviv i västra Ukraina.
Bereziuk är utbildad läkare i University of Illinois i Chicago, USA.